# Archidiecezja Harare
Archidiecezja Harare (łac. Archidioecesis Hararensis, ang. Archdiocese of Harare) – rzymskokatolicka archidiecezja ze stolicą w Harare, w Zimbabwe. Najstarsze zimbabweńskie biskupstwo. Arcybiskup hararski posiada tytuł prymasa Zimbabwe.
Obecnie arcybiskupem metropolitą Harare, prymasem Zimbabwe jest abp Robert Ndlovu. Posługę biskupią w Harare pełni od 10 czerwca 2004. W archidiecezji nie ma obecnie biskupów pomocniczych.
W archidiecezji służy 327 braci i 274 sióstr zakonnych.

## Sufraganie archidiecezji Harare
Metropolia Harare jest jedną z dwóch zimbabweńskich metropolii katolickich. Sufraganiami archidiecezji Harare są diecezje:
- Chinhoyi
- Gokwe
- Mutare

## Historia
2 lipca 1879 z mocy decyzji Leona XIII erygowano misję "sui iuris" Zambezi. Katolickie misje w tej części Afryki dotychczas wchodziły w skład wikariatu apostolskiego Natal ze stolicą w Kolonii Natalu (obecnie archidiecezja Durbanu w Republice Południowej Afryki).
9 marca 1915 misja została wyniesiona do godności prefektury apostolskiej.
14 lipca 1927 z prefektury apostolskiej Zambezi wydzielono terytoria znajdujące się w Rodezji Północnej (obecna Zambia) erygując prefekturę apostolską Broken Hill (obecnie archidiecezja Lusaka). Związku z faktem, że prefektura nie obejmowała już całego dorzecza Zambezi, tego samego dnia dokonano zmiany nazwy na prefektura apostolska Salisbury (ówczesna nazwa Harare).
23 grudnia 1930 w zachodniej części prefektury powstała druga rodezyjska jednostka administracyjna Kościoła katolickiego - misja "sui iuris" Bulawayo (obecnie archidiecezja Bulawayo).
3 marca 1931 prefektura apostolska Salisbury została podniesiona do godności wikariatu apostolskiego.
W 1953 wikariat apostolski Salisbury utracił część terenów na rzecz nowo powstałych:
- 2 lutego - prefektury apostolskiej Umtali (obecnie diecezja Mutare)
- 29 czerwca - prefektury apostolskiej Wankie (obecnie diecezja Hwange).

1 stycznia 1955 papież Pius XII bullą Quod Christus mianował pierwsze rodezyjskie diecezje. Wszystkie one zostały podporządkowane wyniesionej tego dnia do rangi metropolii archidiecezji Salisbury.
17 grudnia 1973 z terenów archidiecezji wydzielono prefekturę apostolską Sinoia (obecnie diecezja Chinhoyi).
25 czerwca 1982 w związku ze zmianą nazwy miasta zmieniono również nazwę arcybiskupstwa na obecną.
We wrześniu 1988 archidiecezję Harare odwiedził papież Jan Paweł II.
10 czerwca 1994 archidiecezja Harare straciła swój status jedynej zimbabweńskiej metropolii, gdyż tego dnia arcybiskupstwem metropolitarnym została archidiecezja Bulawayo.

## Ordynariusze

### Superiorzy misji "sui iuris" Zambezi
- Henri Joseph Depelchin SI (1879 – 1883)
- Alfred Weld SI (1883 – 1887)
- Alphonse Daignault SI (1887 – 1891)
- Henry Schomberg Kerr SI (1891 – 1895)
- Richard Sykes SI (1896 – 1915)
- Ignatius Gartlan SI (1904 – 1911)
- Edward Parry SI (1911 – 1915)

### Prefekci apostolscy Zambezi
- Richard Sykes SI (1915 – 1919)
- Edward Parryy SI (1920 – 1922)
- Robert Edwin Brown SI (1922 - 14 lipca 1927)

### Prefekt apostolski Salisbury
- Robert Edwin Brown SI (14 lipca 1927 - 1931)

### Wikariusz apostolski Salisbury
- Aston Ignatius Chichester SI (24 lutego 1931 - 1 stycznia 1955)

### Arcybiskupi Salisbury
- Aston Sebastian Joseph Chichester SI (1 stycznia 1955 - 23 listopada 1956)
- Francis William Markall SI (23 listopada 1956 - 31 maja 1976)
- Patrick Chakaipa (31 maja 1976 - 25 czerwca 1982)

### Arcybiskupi Harare
- Patrick Chakaipa (25 czerwca 1982 - 8 kwietnia 2003)
- Robert Ndlovu (10 czerwca 2004 - nadal)

## Biskup pomocniczy
- Patrick Chakaipa (15 października 1972 - 31 maja 1976) następnie mianowany arcybiskupem Salisbury